# Neurophyseta comoralis
Neurophyseta comoralis là một loài bướm đêm trong họ Crambidae.